# Mohammed Adil Erradi
Mohammed Adil Erradi es un entrenador marroquí-belga (n. 12 de diciembre de 1978 en Rabat, Marruecos) Es el actual entrenador del club ruandés APR FC.

## Biografía
Nacido en Rabat, Marruecos, Erradi obtuvo sus diplomas de entrenador en Bélgica.
Tras un paso por Ghana, se incorporó al Raja Casablanca en junio de 2017 como segundo entrenador de Juan Carlos Garrido, y luego como director técnico del IR Tánger desde 
noviembre de 2017.
En julio de 2019, se convirtió en entrenador del club ruandés APR FC, club con el que batió el récord nacional de número de partidos consecutivos sin derrotas (50 partidos).

## Palmarés
- Botola (2018)
- Primera División de Ruanda (2020, 2021, 2022)